# Nathaniel García
Nathaniel Jude García (ur. 24 kwietnia 1993 w Santa Flora) – piłkarz pochodzący z Trynidadu i Tobago, występujący na pozycji defensywnego pomocnika, w Defence Force.

## Sukcesy

### Central FC
- CFU Club Championship: (2015/2016)[4]

## Życie prywatne
Piłkarzami są również jego dwaj bracia Judah i Levi, oraz kuzyn Isaiah